# Maxime Hautbois
Maxime Hautbois, né le 3 janvier 1991 à Laval est un footballeur français jouant au poste de gardien de but pour le  Stade lavallois.

## Biographie

### Début de carrière avec son club formateur
Natif de Laval, Maxime Hautbois a quasiment toujours joué en Mayenne puisqu'il intègre les équipes de jeunes du Stade Lavallois dès 2001, à l'âge de dix ans. 
À l'été 2010, il intègre l'équipe première, mais doit attendre la saison 2013-2014 pour faire ses débuts en pro, lors d'un match de coupe de France, face à l'AS Berck. Il découvre la Ligue 2 quelques mois plus tard, le 26 février 2014 face au Stade Brestois. Longtemps cantonné à un rôle de troisième gardien, puis de doublure, il découvre le statut de titulaire au cours de la saison 2016-2017, malheureusement, le club termine dernier de Ligue 2 et descend en National. Lors de la saison suivante, il est élu deuxième meilleur gardien du Championnat National. Il quitte le club à la suite d'un désaccord dans les négociations d'une éventuelle prolongation, ayant notamment refusé une baisse de son salaire.

### Nouveau départ dans le Rhône
Il signe libre à Lyon-La Duchère, club évoluant également en National. Il y joue trois saisons en tant que gardien titulaire. Il quitte le club à l'issue de la saison 2020-2021 alors que le club vient de terminer dernier du championnat et est relégué en National 2.

### Retour à Laval
Le 9 juillet 2021, Maxime Hautbois retrouve la Mayenne et son club formateur, le Stade Lavallois en tant que doublure d'Alexis Sauvage puis de Mamadou Samassa. Lors de sa première saison, depuis son retour en Mayenne, le club est champion de National et retrouve la Ligue 2. 
Pour son second passage au club, il participe à l'épopée du club en Coupe de France en 2023/2024 où les Lavallois parviennent à éliminer le FC Nantes en 1/16e de finale avant d'être éliminés au tour suivant, malgré une très belle prestation du gardien lavallois, face au Puy Foot.

## Statistiques
| Saison                | Club                  | Championnat           | Championnat | Championnat | Coupe nationale | Coupe nationale | Coupe de la Ligue | Coupe de la Ligue | Total | Total |
| Saison                | Club                  | Division              | M.          | B.          | M.              | B.              | M.                | B.                | M.    | B.    |
| 2013-2014             | Stade lavallois       | Ligue 2               | 1           | 0           | 1               | 0               | 0                 | 0                 | 2     | 0     |
| 2014-2015             | Stade lavallois       | Ligue 2               | 5           | 0           | 0               | 0               | 0                 | 0                 | 5     | 0     |
| 2015-2016             | Stade lavallois       | Ligue 2               | 2           | 0           | 1               | 0               | 0                 | 0                 | 3     | 0     |
| 2016-2017             | Stade lavallois       | Ligue 2               | 15          | 0           | 1               | 0               | 3                 | 0                 | 19    | 0     |
| 2017-2018             | Stade lavallois       | National              | 32          | 0           | 1               | 0               | 1                 | 0                 | 34    | 0     |
| Sous-total            | Sous-total            | Sous-total            | 55          | 0           | 4               | 0               | 4                 | 0                 | 63    | 0     |
| 2018-2019             | Lyon-La Duchère       | National              | 26          | 0           | 5               | 0               | -                 | -                 | 31    | 0     |
| 2019-2020             | Lyon-La Duchère       | National              | 22          | 0           | 0               | 0               | -                 | -                 | 22    | 0     |
| 2020-2021             | Lyon-La Duchère       | National              | 33          | 0           | 1               | 0               | -                 | -                 | 34    | 0     |
| Sous-total            | Sous-total            | Sous-total            | 81          | 0           | 6               | 0               | 0                 | 0                 | 87    | 0     |
| 2021-2022             | Stade lavallois       | National              | 5           | 0           | 1               | 0               | -                 | -                 | 6     | 0     |
| 2022-2023             | Stade lavallois       | Ligue 2               | 3           | 0           | 1               | 0               | -                 | -                 | 4     | 0     |
| 2023-2024             | Stade lavallois       | Ligue 2               | 2           | 0           | 5               | 0               | -                 | -                 | 7     | 0     |
| 2024-2025             | Stade lavallois       | Ligue 2               | 2           | 0           | 4               | 0               | -                 | -                 | 6     | 0     |
| Sous-total            | Sous-total            | Sous-total            | 12          | 0           | 11              | 0               | 0                 | 0                 | 23    | 0     |
| Total sur la carrière | Total sur la carrière | Total sur la carrière | 148         | 0           | 21              | 0               | 4                 | 0                 | 173   | 0     |

## Palmarès
Il est champion de National en 2022 avec le Stade Lavallois.